# Rhode Islands flag
Rhode Islands flag er hvidt med et guldanker og et bånd med mottoet "Hope" i midten omkranset af tretten guldstjerner. Flaget blev indført 19. maj 1897. Det har proportionerne 29:33.
Ankeret symboliserer håb, noget som også fremgår af delstatenes motto "Hope" (Håb), som er placeret på båndet under ankeret. De tretten stjerner symboliserer de oprindelige kolonier som blev USA's tretten første delstater. Rhode Island blev USA's trettende delstat i 1790. 

## Tidligere flag
Rhode Islands første flag blev indført 30. marts 1877. Dette var hvidt og havde et rødkantet hvidt skjold hvorpå et blåt anker var placeret, det hele omgivet af en krans af 38 blå stjerner.
Delstatsflag nummer to blev indført 1. februar 1882. Dette var blåt og havde et gult anker i midten omgivet af en krans af tretten gule stjerner. Flaget var i brug til delstatens nuværende flag blev indført i 1897.

## Ekstern henvisning
- Rhode Island (U.S.) fra Flags of the World